# Olha Korsun
Olha Serhijiwna Korsun (ukrainisch Ольга Сергіївна Корсун; * 11. November 1996) ist eine ukrainische Leichtathletin, die sich auf den Dreisprung spezialisiert hat.

## Sportliche Laufbahn
Erste internationale Erfahrungen sammelte Olha Korsun 2015 bei den Junioreneuropameisterschaften in Eskilstuna, bei denen sie mit 5,92 m bzw. 12,53 m im Weit- und Dreisprung jeweils in der Qualifikation ausschied. Auch zwei Jahre später gelangte sie bei den U23-Europameisterschaften in Bydgoszcz mit 13,01 m nicht bis in das Finale. 2019 nahm sie an den Halleneuropameisterschaften in Glasgow teil und schied dort mit 13,33 m in der Qualifikation aus. Anschließend siegte sie bei der Sommer-Universiade in Neapel mit neuer Bestleistung von 13,90 m, wurde aber kurz darauf des Dopings überführt und ihre Goldmedaille wurde ihr aberkannt. 2024 belegte sie bei den Balkan-Hallenmeisterschaften in Istanbul mit 13,16 m auf den elften Platz. Ende Mai gelangte sie bei den Freiluft-Balkan-Meisterschaften in Izmir mit 14,00 m den fünften Platz und kurz darauf wurde sie bei den Europameisterschaften in Rom mit 13,69 m Zwölfte. Im August verpasste sie bei den Olympischen Sommerspielen in Paris mit 13,06 m den Finaleinzug. Im Jahr darauf schied sie bei den Halleneuropameisterschaften in Apeldoorn mit 13,39 m in der Vorrunde aus.
2024 wurde Korsun ukrainische Meisterin im Dreisprung.

## Persönliche Bestleistungen
- Weitsprung: 6,37 m (−0,8 m/s), 2. August 2022 in Nembro
- Dreisprung: 14,20 m (+2,0 m/s), 19. Mai 2024 in Luzk